# 5e étape du Tour d'Espagne 2023
Pour un article plus général, voir Tour d'Espagne 2023.
La 5e étape du Tour d'Espagne 2023 se déroule le mercredi 30 août 2023 entre Morella et Borriana en Communauté valencienne sur une distance de 185,7 km.

## Parcours
Partant de Morella, cette étape se déroule en Communauté valencienne en direction du sud jusqu'à la commune de Soneja pour ensuite virer vers l'est et rejoindre la Mer Méditerranée. Le parcours vallonné ne comporte qu'un col de 2e catégorie, le Collado de la Ibola situé à 55 km de l'arrivée. Les quinze derniers kilomètres sont plats. Les coureurs arrivent à Borriana, ville côtière située sur la Costa del Azahar.

## Déroulement de la course
Après une quinzaine de kilomètres, l'Uruguayen Eric Fagúndez (Burgos-BH) part seul en tête, creuse rapidement un écart sur le peloton et compte jusqu'à cinq minutes et trente secondes d'avance après une cinquantaine de kilomètres de course. Ensuite, l'écart diminue progressivement. Après un raid en solitaire de plus de 110 kilomètres en tête, Fagúndez est repris à 3 kilomètres du sommet du Collado de la Ibola (montée de 11,4 km à 3,9 % de pente moyenne) par l'Argentin Eduardo Sepúlveda, le porteur du maillot à pois, qui s'isole en tête un kilomètre plus loin et franchit le col avec trente-cinq secondes d'avance sur Fagúndez et une minute et dix secondes sur le peloton. Sepúlveda est repris par le peloton à trente-huit kilomètres du terme provoquant un regroupement général. Le peloton contrôlé par les équipes des sprinteurs file vers l'arrivée. Répondant à l'équipe UAE Emirates qui visait la bonification du sprint intermédiaire de Nules, le maillot rouge Remco Evenepoel (Soudal Quick-Step) réagit et remporte ce sprint, engrangeant six secondes de bonification. Comme la veille, l'Australien maillot vert Kaden Groves (Alpecin Deceuninck) est le plus rapide au sprint de l'arrivée. À Borriana, il devance l'Italien Filippo Ganna (Ineos Grenadiers) et le Belge Dries Van Gestel (TotalEnergies). Groves signe donc une seconde victoire consécutive sur la Vuelta 2023.

## Résultats

### Classement de l'étape
| \| Classement de l'étape \| Classement de l'étape \| Classement de l'étape \| Classement de l'étape \| Classement de l'étape \| \| Coureur \| Coureur \| Pays \| Équipe \| Temps \| \| --------------------- \| --------------------- \| --------------------- \| ---------------------- \| --------------------- \| \| 1er \| Kaden Groves \| Australie \| Alpecin-Deceuninck \| 4 h 23 min 43 s \| \| 2e \| Filippo Ganna \| Italie \| Ineos Grenadiers \| + 0 s \| \| 3e \| Dries Van Gestel \| Belgique \| TotalEnergies \| + 0 s \| \| 4e \| Alberto Dainese \| Italie \| Team DSM-Firmenich \| + 0 s \| \| 5e \| Lewis Askey \| Royaume-Uni \| Groupama-FDJ \| + 0 s \| \| 6e \| Edward Theuns \| Belgique \| Lidl-Trek \| + 0 s \| \| 7e \| David González López \| Espagne \| Caja Rural-Seguros RGA \| + 0 s \| \| 8e \| Geoffrey Soupe \| France \| TotalEnergies \| + 0 s \| \| 9e \| Jesús Ezquerra \| Espagne \| Burgos-BH \| + 0 s \| \| 10e \| Jarrad Drizners \| Australie \| Lotto Dstny \| + 0 s \| |                      |             |                        |                 |
| |                      |             |                        |                 |
| Source : ProCyclingStats |                      |             |                        |                 |
| Classement de l'étape |                      |             |                        |                 |
| Coureur | Coureur              | Pays        | Équipe                 | Temps           |
| 1er | Kaden Groves         | Australie   | Alpecin-Deceuninck     | 4 h 23 min 43 s |
| 2e | Filippo Ganna        | Italie      | Ineos Grenadiers       | + 0 s           |
| 3e | Dries Van Gestel     | Belgique    | TotalEnergies          | + 0 s           |
| 4e | Alberto Dainese      | Italie      | Team DSM-Firmenich     | + 0 s           |
| 5e | Lewis Askey          | Royaume-Uni | Groupama-FDJ           | + 0 s           |
| 6e | Edward Theuns        | Belgique    | Lidl-Trek              | + 0 s           |
| 7e | David González López | Espagne     | Caja Rural-Seguros RGA | + 0 s           |
| 8e | Geoffrey Soupe       | France      | TotalEnergies          | + 0 s           |
| 9e | Jesús Ezquerra       | Espagne     | Burgos-BH              | + 0 s           |
| 10e | Jarrad Drizners      | Australie   | Lotto Dstny            | + 0 s           |

### Points attribués pour le classement par points
| Sprint intermédiaire Nules (km 175,3) | Sprint intermédiaire Nules (km 175,3) | Sprint intermédiaire Nules (km 175,3) | Sprint intermédiaire Nules (km 175,3) | Sprint intermédiaire Nules (km 175,3) |
| ------------------------------------- | ------------------------------------- | ------------------------------------- | ------------------------------------- | ------------------------------------- |
|                                       | Coureur                               | Pays                                  | Équipe                                | Point(s)                              |
| 1er                                   | Remco Evenepoel                       | Belgique                              | Soudal Quick-Step                     | 20                                    |
| 2e                                    | Kaden Groves                          | Australie                             | Alpecin-Deceuninck                    | 17                                    |
| 3e                                    | Casper Pedersen                       | Danemark                              | Soudal Quick-Step                     | 15                                    |
| 4e                                    | Finn Fisher-Black                     | Nouvelle-Zélande                      | UAE Emirates                          | 13                                    |
| 5e                                    | Tobias Bayer                          | Autriche                              | Alpecin-Deceuninck                    | 10                                    |
| modifier                              |                                       |                                       |                                       |                                       |

| Arrivée d'étape Borriana (km 186,2) | Arrivée d'étape Borriana (km 186,2) | Arrivée d'étape Borriana (km 186,2) | Arrivée d'étape Borriana (km 186,2) | Arrivée d'étape Borriana (km 186,2) |
| ----------------------------------- | ----------------------------------- | ----------------------------------- | ----------------------------------- | ----------------------------------- |
|                                     | Coureur                             | Pays                                | Équipe                              | Point(s)                            |
| 1er                                 | Kaden Groves                        | Australie                           | Alpecin-Deceuninck                  | 30                                  |
| 2e                                  | Filippo Ganna                       | Italie                              | Ineos Grenadiers                    | 25                                  |
| 3e                                  | Dries Van Gestel                    | Belgique                            | TotalEnergies                       | 22                                  |
| 4e                                  | Alberto Dainese                     | Italie                              | DSM-Firmenich                       | 19                                  |
| 5e                                  | Lewis Askey                         | Grande-Bretagne                     | Groupama-FDJ                        | 17                                  |
| 6e                                  | Edward Theuns                       | Belgique                            | Lidl-Trek                           | 15                                  |
| 7e                                  | David González López                | Espagne                             | Caja Rural-Seguros RGA              | 13                                  |
| 8e                                  | Geoffrey Soupe                      | France                              | TotalEnergies                       | 11                                  |
| 9e                                  | Jesús Ezquerra                      | Espagne                             | Burgos-BH                           | 9                                   |
| 10e                                 | Jarrad Drizners                     | Australie                           | Lotto Dstny                         | 7                                   |
| 11e                                 | Jacopo Mosca                        | Italie                              | Lidl-Trek                           | 6                                   |
| 12e                                 | Iván García Cortina                 | Espagne                             | Movistar                            | 5                                   |
| 13e                                 | Hugo Page                           | France                              | Intermarché-Circus-Wanty            | 4                                   |
| 14e                                 | Orluis Aular                        | Venezuela                           | Caja Rural-Seguros RGA              | 3                                   |
| 15e                                 | Marijn van den Berg                 | Pays-Bas                            | EF Education-EasyPost               | 2                                   |
| modifier                            |                                     |                                     |                                     |                                     |

### Points attribués pour le classement du meilleur grimpeur
| \| Collado de la Ibola (km 132,5) 2e catégorie (11,4 km à 3,9%) \| Collado de la Ibola (km 132,5) 2e catégorie (11,4 km à 3,9%) \| Collado de la Ibola (km 132,5) 2e catégorie (11,4 km à 3,9%) \| Collado de la Ibola (km 132,5) 2e catégorie (11,4 km à 3,9%) \| Collado de la Ibola (km 132,5) 2e catégorie (11,4 km à 3,9%) \| \| ------------------------------------------------------------ \| ------------------------------------------------------------ \| ------------------------------------------------------------ \| ------------------------------------------------------------ \| ------------------------------------------------------------ \| \| \| Coureur \| Pays \| Équipe \| Point(s) \| \| 1er \| Eduardo Sepúlveda \| Argentine \| Lotto Dstny \| 5 \| \| 2e \| Eric Fagúndez \| Uruguay \| Burgos-BH \| 3 \| \| 3e \| Mattia Cattaneo \| Italie \| Soudal Quick-Step \| 1 \| \| modifier \| \| \| \| \| |                   |           |                   |          |
| Collado de la Ibola (km 132,5) 2e catégorie (11,4 km à 3,9%) |                   |           |                   |          |
| | Coureur           | Pays      | Équipe            | Point(s) |
| 1er | Eduardo Sepúlveda | Argentine | Lotto Dstny       | 5        |
| 2e | Eric Fagúndez     | Uruguay   | Burgos-BH         | 3        |
| 3e | Mattia Cattaneo   | Italie    | Soudal Quick-Step | 1        |
| modifier |                   |           |                   |          |

### Bonifications
|   | Coureur         | Pays      | Équipe             | Secondes |
| - | --------------- | --------- | ------------------ | -------- |
| 1 | Remco Evenepoel | Belgique  | Soudal Quick-Step  | 6 s      |
| 2 | Kaden Groves    | Australie | Alpecin-Deceuninck | 4 s      |
| 3 | Casper Pedersen | Danemark  | Soudal Quick-Step  | 2 s      |

|   | Coureur          | Pays      | Équipe             | Secondes |
| - | ---------------- | --------- | ------------------ | -------- |
| 1 | Kaden Groves     | Australie | Alpecin-Deceuninck | 10 s     |
| 2 | Filippo Ganna    | Italie    | Ineos Grenadiers   | 6 s      |
| 3 | Dries Van Gestel | Belgique  | TotalEnergies      | 4 s      |

### Prix de la combativité
- Eric Fagúndez (Burgos-BH)

## Classements à l'issue de l'étape

### Classement général
| \| Classement général \| Classement général \| Classement général \| Classement général \| Classement général \| \| Coureur \| Coureur \| Pays \| Équipe \| Temps \| \| ------------------ \| ------------------ \| ------------------ \| ------------------ \| ------------------ \| \| 1er \| Remco Evenepoel \| Belgique \| Soudal Quick-Step \| 17 h 12 min 29 s \| \| 2e \| Enric Mas \| Espagne \| Movistar Team \| + 11 s \| \| 3e \| Lenny Martinez \| France \| Groupama-FDJ \| + 17 s \| \| 4e \| Jonas Vingegaard \| Danemark \| Jumbo-Visma \| + 37 s \| \| 5e \| Aleksandr Vlasov \| Bannière neutre \| Bora-Hansgrohe \| + 39 s \| \| 6e \| Cian Uijtdebroeks \| Belgique \| Bora-Hansgrohe \| + 39 s \| \| 7e \| Primož Roglič \| Slovénie \| Jumbo-Visma \| + 43 s \| \| 8e \| Juan Ayuso \| Espagne \| UAE Team Emirates \| + 44 s \| \| 9e \| Marc Soler \| Espagne \| UAE Team Emirates \| + 48 s \| \| 10e \| João Almeida \| Portugal \| UAE Team Emirates \| + 48 s \| |                   |                 |                   |                  |
| |                   |                 |                   |                  |
| Source : ProCyclingStats |                   |                 |                   |                  |
| Classement général |                   |                 |                   |                  |
| Coureur | Coureur           | Pays            | Équipe            | Temps            |
| 1er | Remco Evenepoel   | Belgique        | Soudal Quick-Step | 17 h 12 min 29 s |
| 2e | Enric Mas         | Espagne         | Movistar Team     | + 11 s           |
| 3e | Lenny Martinez    | France          | Groupama-FDJ      | + 17 s           |
| 4e | Jonas Vingegaard  | Danemark        | Jumbo-Visma       | + 37 s           |
| 5e | Aleksandr Vlasov  | Bannière neutre | Bora-Hansgrohe    | + 39 s           |
| 6e | Cian Uijtdebroeks | Belgique        | Bora-Hansgrohe    | + 39 s           |
| 7e | Primož Roglič     | Slovénie        | Jumbo-Visma       | + 43 s           |
| 8e | Juan Ayuso        | Espagne         | UAE Team Emirates | + 44 s           |
| 9e | Marc Soler        | Espagne         | UAE Team Emirates | + 48 s           |
| 10e | João Almeida      | Portugal        | UAE Team Emirates | + 48 s           |

| Classement par points | Classement par points | Classement par points | Classement par points  | Classement par points |
| Coureur               | Coureur               | Pays                  | Équipe                 | Points                |
| --------------------- | --------------------- | --------------------- | ---------------------- | --------------------- |
| 1er                   | Kaden Groves          | Australie             | Alpecin-Deceuninck     | 122 pts               |
| 2e                    | Andrea Vendrame       | Italie                | AG2R Citroën Team      | 62 pts                |
| 3e                    | Remco Evenepoel       | Belgique              | Soudal Quick-Step      | 45 pts                |
| 4e                    | Dries Van Gestel      | Belgique              | TotalEnergies          | 38 pts                |
| 5e                    | Edward Theuns         | Belgique              | Lidl-Trek              | 35 pts                |
| 6e                    | Andreas Kron          | Danemark              | Lotto Dstny            | 30 pts                |
| 7e                    | Sebastián Molano      | Colombie              | UAE Team Emirates      | 30 pts                |
| 8e                    | David González López  | Espagne               | Caja Rural-Seguros RGA | 30 pts                |
| 9e                    | Lewis Askey           | Royaume-Uni           | Groupama-FDJ           | 27 pts                |
| 10e                   | Marijn van den Berg   | Pays-Bas              | EF Education-EasyPost  | 26 pts                |

| Classement par points | Classement par points | Classement par points | Classement par points  | Classement par points |
| Coureur               | Coureur               | Pays                  | Équipe                 | Points                |
| --------------------- | --------------------- | --------------------- | ---------------------- | --------------------- |
| 1er                   | Kaden Groves          | Australie             | Alpecin-Deceuninck     | 122 pts               |
| 2e                    | Andrea Vendrame       | Italie                | AG2R Citroën Team      | 62 pts                |
| 3e                    | Remco Evenepoel       | Belgique              | Soudal Quick-Step      | 45 pts                |
| 4e                    | Dries Van Gestel      | Belgique              | TotalEnergies          | 38 pts                |
| 5e                    | Edward Theuns         | Belgique              | Lidl-Trek              | 35 pts                |
| 6e                    | Andreas Kron          | Danemark              | Lotto Dstny            | 30 pts                |
| 7e                    | Sebastián Molano      | Colombie              | UAE Team Emirates      | 30 pts                |
| 8e                    | David González López  | Espagne               | Caja Rural-Seguros RGA | 30 pts                |
| 9e                    | Lewis Askey           | Royaume-Uni           | Groupama-FDJ           | 27 pts                |
| 10e                   | Marijn van den Berg   | Pays-Bas              | EF Education-EasyPost  | 26 pts                |

| Classement de la montagne | Classement de la montagne | Classement de la montagne | Classement de la montagne | Classement de la montagne |
| Coureur                   | Coureur                   | Pays                      | Équipe                    | Points                    |
| ------------------------- | ------------------------- | ------------------------- | ------------------------- | ------------------------- |
| 1er                       | Eduardo Sepúlveda         | Argentine                 | Lotto Dstny               | 21 pts                    |
| 2e                        | Remco Evenepoel           | Belgique                  | Soudal Quick-Step         | 10 pts                    |
| 3e                        | Matteo Sobrero            | Italie                    | Team Jayco AlUla          | 6 pts                     |
| 4e                        | Javier Romo               | Espagne                   | Astana Qazaqstan Team     | 6 pts                     |
| 5e                        | Jonas Vingegaard          | Danemark                  | Jumbo-Visma               | 6 pts                     |
| 6e                        | Damiano Caruso            | Italie                    | Bahrain Victorious        | 6 pts                     |
| 7e                        | Juan Ayuso                | Espagne                   | UAE Team Emirates         | 4 pts                     |
| 8e                        | Lennard Kämna             | Allemagne                 | Bora-Hansgrohe            | 4 pts                     |
| 9e                        | Andreas Kron              | Danemark                  | Lotto Dstny               | 3 pts                     |
| 10e                       | Eric Fagúndez             | Uruguay                   | Burgos-BH                 | 3 pts                     |

| Classement de la montagne | Classement de la montagne | Classement de la montagne | Classement de la montagne | Classement de la montagne |
| Coureur                   | Coureur                   | Pays                      | Équipe                    | Points                    |
| ------------------------- | ------------------------- | ------------------------- | ------------------------- | ------------------------- |
| 1er                       | Eduardo Sepúlveda         | Argentine                 | Lotto Dstny               | 21 pts                    |
| 2e                        | Remco Evenepoel           | Belgique                  | Soudal Quick-Step         | 10 pts                    |
| 3e                        | Matteo Sobrero            | Italie                    | Team Jayco AlUla          | 6 pts                     |
| 4e                        | Javier Romo               | Espagne                   | Astana Qazaqstan Team     | 6 pts                     |
| 5e                        | Jonas Vingegaard          | Danemark                  | Jumbo-Visma               | 6 pts                     |
| 6e                        | Damiano Caruso            | Italie                    | Bahrain Victorious        | 6 pts                     |
| 7e                        | Juan Ayuso                | Espagne                   | UAE Team Emirates         | 4 pts                     |
| 8e                        | Lennard Kämna             | Allemagne                 | Bora-Hansgrohe            | 4 pts                     |
| 9e                        | Andreas Kron              | Danemark                  | Lotto Dstny               | 3 pts                     |
| 10e                       | Eric Fagúndez             | Uruguay                   | Burgos-BH                 | 3 pts                     |

| Classement du meilleur jeune | Classement du meilleur jeune | Classement du meilleur jeune | Classement du meilleur jeune | Classement du meilleur jeune |
| Coureur                      | Coureur                      | Pays                         | Équipe                       | Temps                        |
| ---------------------------- | ---------------------------- | ---------------------------- | ---------------------------- | ---------------------------- |
| 1er                          | Remco Evenepoel              | Belgique                     | Soudal Quick-Step            | 17 h 12 min 29 s             |
| 2e                           | Lenny Martinez               | France                       | Groupama-FDJ                 | + 17 s                       |
| 3e                           | Cian Uijtdebroeks            | Belgique                     | Bora-Hansgrohe               | + 39 s                       |
| 4e                           | Juan Ayuso                   | Espagne                      | UAE Team Emirates            | + 44 s                       |
| 5e                           | João Almeida                 | Portugal                     | UAE Team Emirates            | + 48 s                       |
| 6e                           | Thymen Arensman              | Pays-Bas                     | Ineos Grenadiers             | + 51 s                       |
| 7e                           | Sean Quinn                   | États-Unis                   | EF Education-EasyPost        | + 1 min 45 s                 |
| 8e                           | Attila Valter                | Hongrie                      | Jumbo-Visma                  | + 2 min 23 s                 |
| 9e                           | Abel Balderstone             | Espagne                      | Caja Rural-Seguros RGA       | + 2 min 42 s                 |
| 10e                          | Javier Romo                  | Espagne                      | Astana Qazaqstan Team        | + 2 min 45 s                 |

| Classement du meilleur jeune | Classement du meilleur jeune | Classement du meilleur jeune | Classement du meilleur jeune | Classement du meilleur jeune |
| Coureur                      | Coureur                      | Pays                         | Équipe                       | Temps                        |
| ---------------------------- | ---------------------------- | ---------------------------- | ---------------------------- | ---------------------------- |
| 1er                          | Remco Evenepoel              | Belgique                     | Soudal Quick-Step            | 17 h 12 min 29 s             |
| 2e                           | Lenny Martinez               | France                       | Groupama-FDJ                 | + 17 s                       |
| 3e                           | Cian Uijtdebroeks            | Belgique                     | Bora-Hansgrohe               | + 39 s                       |
| 4e                           | Juan Ayuso                   | Espagne                      | UAE Team Emirates            | + 44 s                       |
| 5e                           | João Almeida                 | Portugal                     | UAE Team Emirates            | + 48 s                       |
| 6e                           | Thymen Arensman              | Pays-Bas                     | Ineos Grenadiers             | + 51 s                       |
| 7e                           | Sean Quinn                   | États-Unis                   | EF Education-EasyPost        | + 1 min 45 s                 |
| 8e                           | Attila Valter                | Hongrie                      | Jumbo-Visma                  | + 2 min 23 s                 |
| 9e                           | Abel Balderstone             | Espagne                      | Caja Rural-Seguros RGA       | + 2 min 42 s                 |
| 10e                          | Javier Romo                  | Espagne                      | Astana Qazaqstan Team        | + 2 min 45 s                 |

| Classement par équipes | Classement par équipes | Classement par équipes | Classement par équipes |
| Équipe                 | Équipe                 | Pays                   | Temps                  |
| ---------------------- | ---------------------- | ---------------------- | ---------------------- |
| 1re                    | Jumbo-Visma            | Pays-Bas               | 51 h 03 min 32 s       |
| 2e                     | UAE Team Emirates      | Émirats arabes unis    | + 5 s                  |
| 3e                     | Bora-Hansgrohe         | Allemagne              | + 32 s                 |
| 4e                     | Bahrain Victorious     | Bahreïn                | + 2 min 20 s           |
| 5e                     | Ineos Grenadiers       | Royaume-Uni            | + 3 min 06 s           |
| 6e                     | EF Education-EasyPost  | États-Unis             | + 3 min 30 s           |
| 7e                     | Movistar Team          | Espagne                | + 4 min 03 s           |
| 8e                     | Soudal Quick-Step      | Belgique               | + 7 min 34 s           |
| 9e                     | Arkéa-Samsic           | France                 | + 8 min 31 s           |
| 10e                    | Caja Rural-Seguros RGA | Espagne                | + 12 min 12 s          |

| Classement par équipes | Classement par équipes | Classement par équipes | Classement par équipes |
| Équipe                 | Équipe                 | Pays                   | Temps                  |
| ---------------------- | ---------------------- | ---------------------- | ---------------------- |
| 1re                    | Jumbo-Visma            | Pays-Bas               | 51 h 03 min 32 s       |
| 2e                     | UAE Team Emirates      | Émirats arabes unis    | + 5 s                  |
| 3e                     | Bora-Hansgrohe         | Allemagne              | + 32 s                 |
| 4e                     | Bahrain Victorious     | Bahreïn                | + 2 min 20 s           |
| 5e                     | Ineos Grenadiers       | Royaume-Uni            | + 3 min 06 s           |
| 6e                     | EF Education-EasyPost  | États-Unis             | + 3 min 30 s           |
| 7e                     | Movistar Team          | Espagne                | + 4 min 03 s           |
| 8e                     | Soudal Quick-Step      | Belgique               | + 7 min 34 s           |
| 9e                     | Arkéa-Samsic           | France                 | + 8 min 31 s           |
| 10e                    | Caja Rural-Seguros RGA | Espagne                | + 12 min 12 s          |

## Abandons
- Bryan Coquard (Cofidis) : non-partant,
- Kobe Goossens (Intermarché-Circus-Wanty) : non-partant,
- Ruben Guerreiro (Movistar) : non-partant,
- Eddie Dunbar (Jayco AlUla) : abandon,
- Filippo Zana (Jayco AlUla) : abandon.